# 극장판 도라에몽: 진구의 신공룡
《극장판 도라에몽: 진구의 신공룡》(일본어: 映画ドラえもん のび太の新恐竜)은 2020년 8월 7일에 일본에서 개봉된 도라에몽 50주년 기념 영화이다. 이 영화는 원래 2020년 3월 6일에 개봉 예정이었으나, 일본에서 일어난 코로나19 범유행의 여파로 인하여 개봉일이 2020년 8월 7일로 연기되었다. 이 영화는 노비타의 공룡과 그 리메이크작의 속편이며 원작과는 전혀 다른 내용의 영화이다. 진구의 신공룡은 도라에몽 연재 50주년 기념 영화이자 극장판 40주년 기념 영화이다. 《극장판 도라에몽: 진구의 우주영웅기~스페이스 히어로즈~》 이후 원작을 원안으로 하지 않는 완전한 오리지널 작품이며, 4년 연속 오리지널 작품이다. 노진구가 알 수 없는 시대로부터 온 알 하나를 발견하고, 그것이 부화하기 시작하자 큐와 뮤라는 이름을 붙이며 전개되는 이야기이다.

## 줄거리
공룡 박물관으로 온 진구와 친구들.진구는 공룡을 꼭 찾아오겠다며 애를 쓴다.그 때 진구가 이상한 돌에 걸려 넘어진다.진구는 이 돌을 공룡 알이라고 믿는다.도라에몽에게 달려가 타임 보자기로 과거로 돌린다.다음 날 알이 된 돌에서 신공룡,뮤와 큐가 태어난다.뮤는 큐 보단 키가 크고 꼬리가 길다.큐는 뮤보단 키가 작고 꼬리가 작다. 도라에몽이 '뭐든지 모형'을 꺼낸다. 엠토 카메라를 꺼내 그 작은 모형이나 이어 붙이고 스몰 라이트로 몸을 작게 만들어 그곳에서 엄마한테 들키지 않고 큐와 뮤가 즐겁게 놀 수 있었다.이제 좀 커지자 퉁퉁이,비실이,이슬이를 불러 깜짝 놀라게 한다.그런데 엄마가 방에 들어올려고 하자.도라에몽은 '메직 팬'으로 큐와 뮤를 지붕 위로 보낸다.엄마는 알아채치 못 했지만 지붕으로 가버린 뮤와 큐는 사람들의 인기가 되 버린다.어쩔 수 없이 큐,뮤,도라에몽,진구,퉁퉁이,비실이,이슬이는 큐와 뮤의 고향인 6600만 년 전인 일본의 백악기로 간다. 왔는데 여기가 백악기가 아니라 쥐라기란 것이다.진구가 타임머신의 버튼을 잘못 눌렀던 것미다. 알로 사우루스 가 나타나 진구가 넘어져 뭐든지 모형을 떨어트린다.다시 백악기. 큐와 뮤의 친구들을 찾으러 돌아다닌다. 흩어져서 찾아본다. 퉁퉁이는 티라노 골이를,비실이는 트리케라 투스를 '친구 초콜릿'으로 친구가  된다.공룡경찰의 '질'에게 잡힌 퉁퉁이와 비실이는 경비원 공룡을 친구로 만들어 탈출한다. 그 시각 도라에몽과 진구와 이슬이가 큐와 뮤의 친구들이 많이 있는 섬을 발견한다. 진구는 날지 못하는 큐를 이곳에서 살아남기 위해 나는 훈련을 시킨다.좀 화가 난 큐는 진구를 외면하고 떠나버린다.진구는 '어딨는지 스틱'을 꺼내 나는 연습을 하고 있는 큐를 보게 된다.진구도 거꾸로 돌기를 하고 큐에게 포기
하지 마라고 한다.다시 행복해진다. 그리고 퉁퉁이와 비실이가 충격적인 비밀을 알고 돌아온다. 그것은 바로 이 섬이 '뭐든지 모형'이란 것이다.진구가 쥐라기에서 모형을 떨어트렸을 때 크기가 커진 것이다. 그리고 도라에몽이 엄청난 비밀을 알게 된다. 그 순간 하늘에서 운석이 떨어진다. 도라에몽은 멕시코에서 떨어진 운석 파편이 지구 전채에 날라온다고 했다. 도라에몽과 친구들은 남은 백악기의 공룡들을 매직 팬으로 뭐든지 모형섬으로 옴기기로 한다. 그리고 큐는 날 수 있게 되고 진구는 큐를 타고 선을 긋는다.선을 다 긋고 친구들은 선 안으로 공룡들을 유인했다. 곧 열연기가 다가 와 진구와 큐는 열정을 다 한다. 선을 다 긋고 백악기의 공룡들은 뭐든지 모형섬으로 모인다. 진구와 친구들은 다시 현대로 돌아온다.이 극장판에 이스터에그가 있는데 바로 진구와 큐가 물에 빠졌을 때 극장판 진구와 공룡의 주인공 공룡이 진구와 큐를 구해준다.

## 등장인물
- 도라에몽 - 미즈타 와사비 / 윤아영
- 노진구 - 오오하라 메구미 / 김정아
- 이슬이 - 카카즈 유미 / 조현정
- 퉁퉁이 - 키무라 스바루 / 최낙윤
- 비실이 - 세키 토모카즈 / 이현주
- 진구 엄마 - 미츠이시 코토노 / 임은정
- 진구 아빠 - 마츠모토 야스노리 / 김정은
- 진구 학교선생 - 타카기 와타루 / 이장우
- 큐 - 엔도 아야 / 성예원
- 뮤 - 쿠기미야 리에 / 이은조
- 나탈리 - 와타나베 나오미 / 김채린
- 공룡박사 - 오노 다이스케 / 임채빈
- 질 - 기무라 타쿠야 / 박준원
- 토프 - 시모와다 히로키 / 정의택
- 대장 - 이주승
- 큐, 뮤[4]: 노진구가 만든 쌍둥이 아기 공룡.

## 캐치프레이즈
- "헬로! 새로운 진구." (ハロー！新のび太。)

## 같이 보기
- 도라에몽의 영화 작품